# Ricciarda (Foscolo)
La Ricciarda è una tragedia di Ugo Foscolo in cinque atti ideata prima del trasferimento dell'autore a Firenze e qui composta nell'arco di tempo che va dal settembre 1812 ai primi di giugno dell'anno successivo.
Essa venne rappresentata per la prima volta a Bologna il 17 settembre del 1813 dalla compagnia di attori diretta da Salvatore Fabbrichesi. Il ruolo principale venne dato a un'attrice non molto esperta, Carolina Cavalletti Tessari, che aveva sostituito da poco tempo la primadonna Anna Fiorilli Pellandi.
L'opera teatrale venne pubblicata nel 1820 a Londra, accompagnata da una dedica a Lord John Russell, per l'editore John Murray.
La tragedia, che è ambientata nel medioevo ed è versificata in endecasillabi sciolti, si svolge, secondo le unità aristoteliche, in un'unica giornata. Protagonisti della vicenda sono due innamorati, Guido e Ricciarda, i cui padri si combattono ferocemente da più di trent'anni. Ricciarda è infatti figlia di Guelfo tiranno di Salerno il cui fratellastro Averardo è padre di Guido.
In una lettera a Silvio Pellico, il 4 ottobre 1812 Foscolo scrive:
Infatti la Ricciarda è, delle tre tragedie foscoliane, quella più concentrata e tesa e anche più adatta alla rappresentazione.

## Trama

### Atto I
Averardo e Guelfo pur essendo fratellastri sono nemici. Guido, figlio di Averardo ama però follemente la figlia di Guelfo, Ricciarda, e per poterle stare vicino rimane nascosto nel sepolcreto della reggia dello zio. Corrado viene mandato da Averardo inutilmente dal figlio per convincerlo a tornare presso il padre. Ricciarda intanto è combattuta tra l'amore per Guido e la pietà che prova nei confronti del padre anche se la contrasta.

### Atto II
Averardo si traveste da Corrado; riesce ad avere un colloquio con Guelfo e cerca di spaventarlo dicendogli che Salerno, di cui Guelfo è il signore, è piena di nemici bavarici pronti a sostenere Averardo contro di lui; gli propone un patto: Guelfo dominerà su Salerno, le mura e il mare, Averardo su Avellino e Benevento, mentre Guido sposerà Ricciarda.

### Atto III
Averardo, grazie a Corrado, riesce ad incontrarsi con il figlio Guido nel sepolcreto. Guido desidererebbe che il padre fosse il vincitore della lotta fratricida, anche se sa che questo non può procurargli gioia. Entra in scena Guelfo con Ricciarda alla quale viene chiesto di decidere, ed ella fa giuramento che non sarà sposa di Guido ma che seguirà la madre presso la sua tomba per finire la sua triste esistenza. Guelfo annuncia la guerra contro il fratello.

### Atto IV
Ricciarda dice a Guido che se non potrà essere sua non sarà nemmeno del signore straniero al quale il padre l'ha promessa sposa e che ha deciso di farsi monaca. Ha inizio la battaglia. La giovane donna viene consegnata ad un fedele scudiero perché sia custodita e tenuta in salvo.

### Atto V
Guelfo viene vinto e si reca al sepolcreto dove trova Ricciarda che non vuole svelargli dove si trovi Guido. Guelfo, sospettando che Guido si trovi nascosto tra le tombe, grida di avere ucciso la donna da lui amata; a questo punto Guido esce fuori dal suo nascondiglio e trovatosi davanti a Guelfo viene ferito a morte da costui. Accorre Averardo con le guardie, e Guelfo, preso da terribile furore uccide Ricciarda, quindi immerge il ferro nel proprio petto.

## Storia dell'opera
Quando, dopo due rappresentazioni, un rescritto vicereale del 13 dicembre 1811 vietò che Ajace, la sua precedente tragedia, fosse nuovamente messa in scena, Foscolo, su consiglio del Ministro dell'Interno Luigi Vaccari, scrisse a Eugenio di Beauharnais scusandosi e promettendo una nuova tragedia. A quella che sarebbe divenuta la Ricciarda, Foscolo cominciò però a lavorare solo nell'autunno successivo, portandola a compimento nel giugno del 1813. 
Lunedì 14 settembre 1812, da Firenze, il poeta scriveva a Cornelia Rossi Martinetti: « La mia povera Ricciarda, ch'era la più bella, la più innamorata e la più disgraziata tra le principesse, mi aspetta. E domenica all'alba incomincerò, nè la lascierò stare, finch'ella non sarà morta, ed io non avrò pianto e ripianto sovr'essa ». Alla famiglia comunicava il 29 settembre, del tutto esagerando, di aver quasi concluso l'opera, smentendosi il 1º ottobre, quando all'amico Sigismondo Trechi confidava invece di essere in assai precarie condizioni di salute e di non riuscire a lavorare.
Una lettera di Foscolo a Silvio Pellico, scritta il 4 ottobre, rivelava che l'autore « già correva verso il terz'atto, quando gli è toccato di dirle addio per allora: la ripiglierà lunedì ». Foscolo motivava l'interruzione con problemi di salute, auspicando di terminare la Ricciarda entro inizio dicembre, in modo da consegnarla a Milano alla compagnia di Salvatore Fabbrichesi - la stessa che aveva messo in scena Ajace -, e da farla rappresentare « nell'anniversario » della tragedia precedente. Secondo quanto riferito a Isabella Teotochi Albrizzi il 15 ottobre, però, unicamente il primo atto era stato completato.
Il 22 gennaio 1813 esagerava ancora in una missiva alla famiglia, definendo finita una tragedia cui invece non aveva più fatto alcun accenno ad altri destinatari. Una lettera a Camillo Ugoni del 23 febbraio diceva al contrario che la composizione procedeva lentamente. Con il trasferimento a Bellosguardo Foscolo si dedicò soprattutto all'incompiuto poema Le Grazie, tanto che in aprile si accingeva a completare il primo atto, come rivela una lettera a Quirina Mocenni Magiotti. Il contrasto tra questa affermazione e quelle dei mesi precedenti è solo apparente perché, come sembrano testimoniare i manoscritti rimasti e come sulla loro base ipotizza Maria Maddalena Lombardi, « inizialmente la composizione non avveniva per ordine dal primo al quinto atto, ma si spostava continuamente da un atto all'altro, con frequenti pentimenti, riscritture, inserimenti, insistenze su una singola scena e indicazioni di scene solo previste ma lasciate in bianco ». Successivamente il copista Andrea Calbo stendeva una prima versione che, dopo l'intervento del Foscolo, liberava il campo per un'ulteriore stesura, su cui l'autore interveniva ancora effettuando le ultime modifiche.
A partire da maggio il lavoro proseguì rapidamente, tanto da poter scrivere il 29 a Ugoni che « la Ricciarda è in viaggio per Milano ». Sulla base dei manoscritti e di numerose epistole foscoliane inviate tra il 5 e il 10 giugno, si può con ragionevole sicurezza sostenere che l'opera venne effettivamente portata a termine il 7 giugno e spedita il giorno successivo. Foscolo domandò due settimane più tardi al Trechi d'informarsi se la Ricciarda aveva sollevato delle perplessità a livello politico, dal momento che non era ancora giunta risposta dal Ministro dell'Interno Vaccari. Il 24 luglio Foscolo si recò di persona a Milano, attratto anche da questioni di cuore, e il 1º agosto comunicò alla contessa d'Albany e alla Magiotti che l'opera era stata « ribenedetta », « almeno ufficiosamente », aggiunge la Lombardi, « giacché il visto del Vaccari sul copione è datato 19 agosto 1813 ».
La prima rappresentazione si tenne il 17 settembre 1813 presso il Teatro Comunale di Bologna. La ripartizione dei ruoli fu la seguente: Carolina Cavalletti Tessari-Ricciarda, Demetrio Cristiani-Guido, Alberto Tessari-Guelfo, Giovanbattista Prepiani-Averardo, e un non meglio specificato Barlaffa interpretò Corrado.

## Adattamenti
Sulla trama della tragedia, il musicista Giovanni Gonella compose nel 1836 l'opera lirica La Ricciarda.